# Datos FAIR

Los datos FAIR son datos abiertos que cumplen con los principios de ser localizables, accesibles, interoperables y reutilizables (en inglés, Findable, Accessible, Interoperable y Reusable). El acrónimo y los principios fueron definidos en un artículo publicado en marzo de 2016 en la revista Scientific Data por científicos y organizaciones.
Los principios FAIR enfatizan la accionabilidad de la máquina (es decir, la capacidad de los sistemas computacionales para encontrar, acceder, interoperar y reutilizar datos con ninguna o mínima intervención humana) porque las personas dependen cada vez más del soporte computacional para manejar los datos como resultado del aumento en volumen, complejidad y velocidad de creación de datos.
La abreviatura FAIR/O data se utiliza para indicar que el conjunto de datos o la base de datos en cuestión cumple con los principios FAIR y también lleva una licencia abierta explícita con capacidad de datos.

## Principios FAIR

### Localizable
El primer paso para (re) usar datos es encontrarlos. Los metadatos y los datos deben ser fáciles de encontrar tanto para humanos como para computadoras. Los metadatos legibles por máquinas son esenciales para el descubrimiento automático de conjuntos de datos y servicios, por lo que este es un componente esencial del proceso de FAIRification.
E1. A los (meta) datos se les asigna un identificador único y persistente a nivel mundial
E2. Los datos se describen con metadatos enriquecidos (definidos por R1 a continuación)
E3. Los metadatos incluyen clara y explícitamente el identificador de los datos que describen
E4. Los (meta) datos se registran o indexan en un recurso de búsqueda

### Accesible
Una vez que se encuentran los datos requeridos, se necesita saber cómo se puede acceder a ellos, posiblemente incluyendo autenticación y autorización.
A1. Los (meta) datos son recuperables por su identificador utilizando un protocolo de comunicaciones estandarizado
A1.1 El protocolo es abierto, gratuito y de implementación universal
A1.2 El protocolo permite un procedimiento de autenticación y autorización, cuando sea necesario
A2. Los metadatos son accesibles, incluso cuando los datos ya no están disponibles

### Interoperable
Por lo general, los datos deben integrarse con otros datos. Además, los datos deben interactuar con aplicaciones o flujos de trabajo para su análisis, almacenamiento y procesamiento.
I1. Los (meta) datos utilizan un lenguaje formal, accesible, compartido y de amplia aplicación para la representación del conocimiento.
I2. Los (meta) datos usan vocabularios que siguen los principios FAIR
I3. Los (meta) datos incluyen referencias calificadas a otros (meta) datos

### Reutilizable
El objetivo final de FAIR es optimizar la reutilización de datos. Para lograr esto, los metadatos y los datos deben estar bien descritos para que puedan replicarse y / o combinarse en diferentes entornos.
R1. Los meta (datos) se describen detalladamente con una pluralidad de atributos precisos y relevantes.
R1.1. Los (meta) datos se publican con una licencia de uso de datos clara y accesible
R1.2. Los (meta) datos están asociados con la procedencia detallada
R1.3. Los (meta) datos cumplen con los estándares comunitarios relevantes para el dominio
Los principios se refieren a tres tipos de entidades: datos (o cualquier objeto digital), metadatos (información sobre ese objeto digital) e infraestructura. Por ejemplo, el principio E4 define que tanto los metadatos como los datos se registran o indexan en un recurso de búsqueda (el componente de infraestructura).

## Aceptación e implementación de los principios de datos FAIR
En la cumbre del G20 de Hangzhou de 2016, los líderes del G20 emitieron una declaración respaldando la aplicación de los principios FAIR a la investigación.
En 2017, Alemania, los Países Bajos y Francia acordaron establecer  una oficina internacional para apoyar la iniciativa FAIR, la Oficina de Coordinación y Apoyo Internacional GO FAIR .
Otras organizaciones internacionales activas en el ecosistema de datos de investigación, como CODATA o Research Data Alliance (RDA) también apoyan las implementaciones FAIR de sus comunidades. La evaluación de la implementación de los principios FAIR está siendo explorada por el Grupo de Trabajo del Modelo de Madurez de Datos FAIR de RDA, El Programa Decadal estratégico de CODATA "Datos para el Planeta: Hacer que los datos funcionen para desafíos entre dominios"  menciona los principios de datos FAIR como un habilitador fundamental de ciencia impulsada por datos.
La Asociación de Bibliotecas de Investigación Europeas recomienda el uso de los principios FAIR.
Un documento de 2017 de los defensores de los datos FAIR informó que la conciencia del concepto FAIR estaba aumentando entre varios investigadores e institutos, pero también, la comprensión del concepto se estaba volviendo confusa a medida que diferentes personas aplicaban sus propias perspectivas diferentes al mismo.
Las guías sobre la implementación de prácticas de datos FAIR establecen que el costo de un plan de gestión de datos de conformidad con las prácticas de datos FAIR debe ser del 5% del presupuesto total de investigación.
En 2019, la Alianza Global de Datos Indígenas (GIDA por sus siglas en inglés) publicó los Principios de CARE para la Gobernanza de Datos Indígenas como guía complementaria. Los principios de CARE amplían los principios descritos en los datos FAIR para incluir el beneficio colectivo, la autoridad para controlar, la responsabilidad y la ética para garantizar que las pautas de datos aborden los contextos históricos y las diferencias de poder. Los Principios de CARE para la Gobernanza de Datos Indígenas se redactaron en el evento organizado conjuntamente por la Plenaria de la Alianza de Datos de Investigación y la Semana Internacional de Datos sobre los Principios de Soberanía de Datos Indígenas para el Taller de Gobernanza de Datos Indígenas, 8 de noviembre de 2018, Gaborone, Botsuana.
En enero de 2020, representantes de nueve grupos de universidades de todo el mundo elaboraron la declaración de la Sorbona sobre derechos de datos de investigación, que incluía un compromiso con los datos FAIR, y pidió a los gobiernos que brinden apoyo para habilitarlos.